# Circe (ópera)
Circe es una ópera mitológica en tres actos. Fue compuesta por el maestro Ruperto Chapí con libreto de Miguel Ramos Carrión, y se estrenó el 7 de mayo de 1902 en el Gran Teatro Lírico de Madrid para celebrar su inauguración.    

## Contexto de la obra y recepción

### Momento y razones de la creación de la ópera
Ruperto Chapí (1851-1909) fue un compositor español muy polifacético y de gran relevancia a finales del siglo XIX. Cultivó mayoritariamente el género lírico, con preferencia por la zarzuela grande españolista  (La tempestad) o (La Revoltosa) aunque también compuso óperas en menor medida siendo el caso de Curro Vargas (drama lírico de corte verista) o Roger de Flor.      
Circe queda alejada de esta producción anterior ya que es una obra que nació a partir de una situación muy particular y con una intencionalidad muy concreta: la de reivindicar la posibilidad de una gran ópera en España. Su estreno se relaciona con el levantamiento de los músicos españoles a inicios de siglo contra Alfonso XIII y la celebración de su mayoría de edad con una representación del Don Giovanni de Mozart en el Teatro Real, pues el hecho de que se optara por una obra de gusto italiano generó malestar en los creadores nacionales y provocó la redacción de un artículo por parte de Chapí que fue publicado en La Tribuna de los lunes de El Imparcial contra el Ministerio de Instrucción Pública de Bellas Artes. Esta publicación fue el origen de un movimiento en la prensa española bajo el nombre de: Todos contra el Teatro Real. En su ideario destacaba la necesidad de reivindicar la música española en contra de lo que hacía el Teatro Real, que brindando atención al género lírico en italiano olvidaba la música nacional que o bien no programaba o que su público solo acogía con desdén.
Chapí quería que existiera un escenario donde el gran teatro musical nacional pudiera tener espacio, que hubiera un lugar en el que se estrenaran óperas y zarzuelas grandes de músicos y literatos nacionales del momento. Por eso entró en conversaciones con Luciano Berriatúa, empresario musical que controlaba varios teatros como El Español o La Zarzuela. De este contacto surgió una asociación para crear ese gran teatro lírico, diseñado bajo la visión del arquitecto José Grases, quien ideó un teatro inspirado en los grandes auditorios de Europa, tanto en acústica como en construcción. Allí se interpretaron Circe de Chapí, Farinelli de Bretón o Raimundo Lulio de Ricardo Vila.
Circe tuvo 24 funciones en las fechas 7, 8, 9, 10, 11, 12, 13, 15, 17, 19, 20, 21, 22, 26, 30 y 31 de mayo; 1, 2, 3, 4, 5, 6, 7 y 8 de junio de 1902. Después, la ópera solo fue representada una vez en Buenos Aires en el Teatro Colón (en 1910 o 1912 según la fuente) y nunca volvió a ser representada hasta 2021, cuando se recuperó en el Teatro de la Zarzuela el 10 y 12 de septiembre.

### Críticas recibidas
En el momento del estreno Eduardo Muñoz fue un crítico que prestó mucha atención a la recepción, impacto y consecuencias que pudiera tener la obra. De acuerdo con la creencia de que el género operístico español necesitaba una obra que se tornara su referente entendió a Circe como «el paso más decisivo —tal vez el definitivo— en favor del noble propósito de consolidar sobre firmísimas bases la ópera nacional» En esta línea, Muñoz consideraba que esta ópera logró destacar sin depender de la influencia de las tendencias europeas y, a su vez, la defendió porque, como ópera, superaba a su producción anterior: «Emancipado siempre el genial músico español de esas preocupaciones que suelen dominar a los compositores modernos enamorados de los procedimientos franco-belgas, emplea constantemente los más sencillos y los más sinceros.  […], Chapí quiere y consigue en Circe […] mejor que en todas sus producciones, que la letra se funda con la música, que realce esta la pasión, que dé más expresión a los sentimientos, sin abandonar jamás los soberanos principios de la naturalidad, la sencillez, la verdad, fundamento esencial del arte».
Esta opinión del crítico no se correspondió ni con la recepción general del público de la obra ni con la opinión de otros críticos. Por un lado la temática mitológica sorprendió a un público que precisamente esperaba de una ópera española otro tipo de trama: «resta decir si es acertada la elección del mito para una primera obra que muchos consideran como cimiento y base de la ópera española; [...] a la generalidad del público no le mueven a interés los deportes de los habitantes del Olimpo». En su interpretación en Buenos Aires tampoco recibió mucha más atención la ópera y además sus bondades musicales fueron puestas en duda: «El autor [Chapí] demostró poseer estimables cualidades, pero al estar mucho más familiarizado en el género popular español de la zarzuela que en el de la ópera, no parecía hallarse siempre en dominio propio al abordar tal forma del teatro lírico, poco propicia a su temperamento, de ahí cierta indecisión general de carácter».

### Herencia
De la fecha de estreno de la ópera solo quedó su partitura y una reducción para canto y piano del número del madrigal de las cantoras (del cual RTVE hizo una grabación a cargo de Rogelio Gavilanes). A nivel sonoro no quedaron grabaciones de la época ni ejemplos o referencias para orientar a posibles intérpretes futuros. En el plano actual, la interpretación del 12 de septiembre de 2021 fue grabada por RTVE y presentada en Los conciertos de Radio Clásica el 9 de octubre. 
De su gran aparato escenográfico (diseñado por Amalio Fernández) y de sus danzas (se estima que llegó a haber seis números de bailes según propone Beatriz Cotello) perviven solo unos grabados.

## Gestación de la obra y su componente lírico y dramatúrgico
Chapí en la creación de Circe colaboró con Ramos Carrión, un literato con quien ya había trabajado en obras como La Tempestad. Para ahondar en la historia de la bruja Circe ambos acudieron al Canto X de la Odisea. En este canto se narra la llegada de Ulises y los griegos a la Isla de Circe, buscando esta maga hechizarles. Cabe destacar también la inspiración que supuso para esta obra la lectura de Calderón de la Barca y El mayor encanto, amor, obra compuesta para la inauguración del Palacio del Retiro en 1634 con presumible música de Juan Hidalgo  junto a un gran espectáculo escenográfico. Chapí siempre había encontrado inspiración en ese dramaturgo del Siglo de Oro, quién a tenor de sus trabajos para Felipe IV había creado obras de grandes escenografías y visualidad como las Naumaquias. Era además Calderón uno de los precursores de la zarzuela mitológica cortesana de finales del siglo XVII y por tanto del teatro lírico español. Carrión optó por adaptar parte del texto de Calderón, aunque con ciertas libertades y respetando el original y su sentido dramático. Así, Carrión respetó el final de Calderón en que Circe deviene loca al no soportar el abandono pero optó por eliminar tramas y también personajes de propia invención de Calderón, siendo este el caso de la figura alegórica de la Música tan común en el Barroco. Además, si la obra de Calderón presentaba muchos personajes (25), Carrión optó por imitar la sencillez de la Odisea escribiendo un drama de 2 protagonistas y 3 principales personajes secundarios: Circe, Ulises, Arsidas, La voz de Juno, La sombra de Aquiles
El proceso de gestación del texto y obra fue muy alargado, a tenor del contraste tanto de entre las fechas del levantamiento de los músicos y el proceso de construcción del Teatro Lírico con el final estreno. Además, resulta muy difícil tratar de trazar un esbozo del proceso compositivo, dado que «Tampoco tenemos cartas ni documentos en que Chapí hable de ella, pero, como muestran los numerosos borradores conservados en la Biblioteca Nacional, el proceso debió de ser largo para un compositor que componía con gran rapidez.». En búsqueda de respuestas, Gutiérrez Gamero lo justifica «quizá con el propósito de no caer en el extremo de lo vulgar y adocenado que trajese a la memoria del público reminiscencias de tangos, jotas y pasacalles de que ha atiborrado a los teatros por horas el maestro Chapí, este ha puesto en total olvido su anterior bagaje, y por medio de un supremo esfuerzo, signo evidentísimo de su gran talento, […] se ha elevado a las esferas donde se mueve el grande arte y producido una ópera que ninguna escuela llamaría propiamente suya, pero que todas aceptarían sin detrimento de sus sagrados prejuicios». El resultado final fue un texto equilibrado que hacía de soporte de situaciones musicales y visuales y que resolvía el problema de poner en boca de tales personajes versos sonoros bien adaptados y donde pudieran confluir lo poético y musical sin incurrir en un tono heroico desmedido. 
En cuanto a la selección del mito como tema de la obra, ciertos críticos tuvieron dudas acerca de la actualidad que pudiera tener la historia de Circe o de la relevancia que tuviera  dentro de la historia del género lírico. Sin embargo, es posible rastrear la presencia de la figura  de Circe dentro del teatro musical europeo durante los siglos anteriores al estreno tanto como en décadas y lustros colindantes.

## Características musicales de la obra

### Orquestación
Circe es una ópera con una sonoridad potente y densa a tenor de una plantilla inusual por su magnitud para la España del momento. Esta orquesta se componía de los siguientes instrumentos (casi 80 en total):
En el foso: tres flautas (la 3.ª alterna con flautín), tres oboes (el 3.º alterna con corno inglés), tres clarinetes en Sí bemol y en La (el 3.º alterna con clarinete bajo), tres fagotes (3.º alterna con contrafagot), cuatro trompas en Fa, tres trompetas en Do (3.ª alterna con trompeta baja), tres trombones, una tuba (contrabajo), un arpa (o dos), timbales (tres o dos), percusión: triángulo, caja, platos, bombo, pandereta, castañuelas, tam tam, timbres (campanólogos) 12 violines I, 10 violines II, 8 violas, 8 violonchelos y 6 contrabajos. 
Internos: arpa, caracol marino en Re3, banda de seis trompas en Fa, banda de 12 trompetas en Do (repartidas en tres grupos) y seis cajas, conjunto de un requinto (en Mib), un saxofón (en Mib), un fiscorno (en Sib).        

### Interpretación vocal
Los personajes anteriormente enumerados presentan los siguientes registros:
- Circe: Triple Central / Soprano
- Ulises: Tenor
- Arsidas: Bajo (Cantante)
- La voz de Juno: Triple Central / Soprano
- La sombra de Aquiles: Mezosoprano (Contralto Grave)

En esta ópera Circe y Ulises son las figuras más destacadas y tienen un número de interpretaciones mucho mayor que el resto de personajes.  
Teniendo en cuenta la amplia masa orquestal que caracteriza a la ópera se espera de los personajes suficiente fuerza vocal para hacerse escuchar. Las tesituras de sus interpretaciones serán centradas y no exigirán una potencia al nivel de los personajes europeos/wagnerianos más extremos.  En cuanto al tipo de canto estos personajes acostumbran a declamar más que a cantar aunque siempre preservando cierto lirismo y fraseo, estando su declamado poco sujeto a estructuras métricas. A lo largo de la obra resulta característico que nunca cantan nada que haga que la letra se diluya o quede incomprensible.

### Aspecto melódico y temático
Musicalmente la obra fue considerada ecléctica  y con variadas influencias:  
«Su autor se muestra ecléctico, y si en el primer acto y el último cuadro sigue los procedimientos de la declamación lírica propios de Wagner, en el segundo acto se amolda a las formas convencionales de la ópera italiana, sin olvidar en algunos momentos los giros peculiares de los modernos franceses. [...] Pudiera decirse que su inspiración se resiente de la influencia de tres artistas bien distintos: los autores de Lohengrin, Sansón y Dalila y La Bohéme».
Desde este marco de referencia Chapí consiguió generar una obra de entidad propia, algo que ya se ha visto por ejemplo al atender al carácter específico de las voces y que también ocurrirá en otros ámbitos.  
Chapí en Circe, distanciándose de Wagner «utilizó motivos temáticos con escasas posibilidades de desarrollo pero que, en cambio, eran fácilmente reconocibles, incluso podían prestarse a algunas interpretaciones simples». Estos podían modular en pasajes cromáticos y de armonía expandida o comunicar (colaborando con la retórica del texto) o significar en ocasiones pero usualmente no sufrirían mayores transformaciones.  
En lo referido a la música de danza, esta se muestra alejada de los procedimientos franceses sensualistas de la época ya que «Chapí compuso una danza absolutamente simple y arcaizante, en el sentido que sugería la acotación de Ramos Carrión».

### Articulación dramatúrgica
En esta obra se diluyen los números cerrados con la consecuente pérdida de arias, dúos y tercetos en favor de una continuidad musical mayor y de una mayor presencia de números plurales. Así, en Circe hay una notable presencia de coros múltiples y variados (12 en total) que acompañarán por ejemplo los momentos de seducción, de caza o de fiesta o de lamento y que se utilizarán como efectos sonoros, fuera o detrás de la escena amplificando el carácter teatral y visual de la obra. Esto coros responderán a grupos de: 
- De seres invisibles
- De griegos
- De Ninfas
- De Bacantes

## Argumento
La ópera Circe de Chapí, a raíz de la convergencia de influencias del texto homérico y la adaptación del mito por parte de Calderón, presenta un argumento particular que retiene el carácter trágico de la primera influencia y el final de la segunda. Así fue descrito en la época.

### Acto I
En la caverna de Circe; la escena está llena de rocas que indican en su forma algo de la que tenían los seres petrificados. Criptógamas secas cuelgan de los intersticios de las rocas, helechos de hojas oscuras y casi arbóreas crecen entre las penas. Las voces de los transformados en peñas y rocas se lamentan de su triste situación, lo que le sirve de placer a Circe, que se recrea oyendo los sollozos y lamentos. Un caracol que suena tres veces indica que en las proximidades de la isla está un buque a punto de naufragar. Desátase la tormenta, sopla el huracán y el mar se embravece. El buque ha naufragado y sus tripulantes dirígense a tierra. Los griegos y Arsidas entran en escena; sin saber dónde se hallan, se les aparece Circe, que, dándoles de beber, les transforma en fieras. Arsidas, que ha permanecido oculto tras una roca, huye espantado. Circe se entera de que en el buque náufrago iba Ulises, el vencedor de Troya, y propónese vencerlo. Ulises y Arsidas invocan el poder de la diosa Juno, que deja oír su voz para anunciarles que el poder mágico de su espada les protegerá. Aparece de nuevo Circe, que ve roto su encanto por el poder de Ulises, el cual vuelve a su primitivo estado de seres humanos a las rocas que a su alrededor había. Circe siéntese enamorada de Ulises.

### Acto II
Cuadro Primero
Aparece el palacio de Circe. Esta se halla prendada de Ulises, el cual, a su vez, se encuentra preso en las redes del amor, que Circe procura sea cada vez más vivo. Entretenido de danzas y juegos deja el vencedor de Troya pasar el tiempo, olvidando a sus compañeros, los griegos, que en vano tratan de reconquistarlo a sus efectos. 
Cuadro Segundo
Se organiza una cacería para distraer a Ulises y en ella este cae por fin rendido a las asechanzas del amor y se entrega por completo al cariño de Circe. 

### Acto III
Cuadro Primero
En él Ulises y Circe, entregados a su amor, dejan a las ninfas y bacantes, que les entretengan con sus bailes, quedando solo Ulises y dormido, apareciéndosele entonces la Sombra de Aquiles para recordarle su deber de guerrero. Al despertar Ulises ve junto a sí las armas de Aquiles, que le han sido llevadas por sus compañeros los griegos, y vuelto a la razón de su deber, huye de Circe y se embarca alejándose de la isla. 
Cuadro Segundo
Circe llora la desaparición: huye y sepúltase en el cráter de un volcán que entre las rocas se abre

## Números musicales
| Número      | Género                       | Nombre                                                         | Personajes                               | Observaciones                                                   |
| ----------- | ---------------------------- | -------------------------------------------------------------- | ---------------------------------------- | --------------------------------------------------------------- |
| Acto I      |                              |                                                                |                                          |                                                                 |
| Escena I    | Coro de Lamentos             | ¡Ay de mí! ¡Ay de mí!                                          | Seres Invisibles                         |                                                                 |
| Escena II   | Entrada de la Maga. Tormenta | Sollozos y alaridos                                            | Circe, Voces, Griegos                    | Se emplea el caracol marino                                     |
| Escena III  | Coro                         | ¡Ah! ¡Peregrinos del mar…!                                     | Sirenas, Griegos                         |                                                                 |
| Escena IV   | Encuentro                    | ¡Nadie! ¡Ni un ser viviente!                                   | Griegos, Arsidas, Circe, Ninfas          |                                                                 |
| Escena V    | Advertencias de la Diosa     | Prevén la nave y mi regreso aguarda                            | Ulises, La voz de Juno                   |                                                                 |
| Escena VI   | Encuentro con el Héroe       | Bienvenido a mi reino, gran caudillo                           | Circe, Ulises                            |                                                                 |
| Acto II     |                              |                                                                |                                          | En el Palacio de Circe. La sonoridad cambia, se vuelve liviana. |
| Cuadro I    |                              |                                                                |                                          |                                                                 |
| Escena I    | Coro                         | Con ramas floridas, y juncos y hierbas                         | Ninfas                                   | Número basado en las tonadillas del siglo XVIII                 |
| Escena II   | Meditación                   | Sembrad, sembrad de flores mi camino                           | Circe                                    |                                                                 |
| Escena III  | Dúo                          | ¡Él! De mi llanto borraré la huella                            | Circe, Ulises                            |                                                                 |
| Escena IV   | Cuarteto                     | Mis cantoras, llegad                                           | Circe, Ninfas, Ulises                    | Madrigal genuinamente español                                   |
| Escena V    | Dúo                          | ¡Ay, quien pudiera, Ulises, cambiar tus pensamientos!          | Circe, Ulises                            |                                                                 |
| Escena VI   | Meditación                   | ¿Por qué pisé esta tierra maldecida?                           | Ulises                                   |                                                                 |
| Escena VII  | Coro de Cacería              | De alegre montería en fiesta seductora                         | Cazadoras, Circe, Ulises                 | Orientalismo                                                    |
| Cuadro II   |                              |                                                                |                                          |                                                                 |
| Escena VIII | Coro al Acecho               | ¿Oís? De la animada cacería llegan las voces hasta aquí…       | Arsidas, Griegos                         |                                                                 |
| Escena IX   | Berceuse                     | ¡Cansado estoy! / ¡Qué dura la jornada!                        | Ulises, Circe                            |                                                                 |
| Escena X    | Enfrentamiento               | ¡Escucha, Ulises, el son guerrero!                             | Arsidas, Ulises, Circe, Mujeres, Griegos |                                                                 |
| Escena XI   | Himno                        | Vengan todos y el Himno de Natura entone ya la selva florecida | Circe, Ulises, Coro                      |                                                                 |
| Acto III    |                              |                                                                |                                          | Retorna la orquestación masiva y densa                          |
| Cuadro I    |                              |                                                                |                                          |                                                                 |
| Preludio    | Coro                         | ¡Beber y más beber el vino embriagador!                        | Mujeres                                  |                                                                 |
| Escena I    | Baile. Bacanal               | ¡Silencio, silencio!                                           | Circe, Ninfas, Bacantes                  |                                                                 |
| Escena II   | Escena y Coro                | Ahí le tenéis rendido por la embriaguez del vino y del amor    | Arsidas, Griegos                         |                                                                 |
| Escena III  | Sueño                        | Contigo he de beber…                                           | Arsidas, Griegos                         |                                                                 |
| Escena IV   | Escena y Vacilaciones        | ¡Noble adalid, escucha!                                        | La sombra de Aquiles, Ulises             | Retorna el caracol marino                                       |
| Escena V    | Huida del Héroe              | ¡Dormido está, sin duda!                                       | Ulises, Circe                            |                                                                 |
| Cuadro II   |                              |                                                                |                                          |                                                                 |
| Escena VI   | Lamento y Muerte             | ¡Ulises! ¡Ulises! ¡Ni el eco me contesta!                      | Circe                                    |                                                                 |